# 二溴化四(二甲基亚砜)合钌(II)
二溴化四(二甲基亚砜)合钌(II)是一种配位化合物，化学式为[RuBr2(DMSO)4]，其中DMSO为二甲基亚砜。

## 制备与结构
反式的二溴化四(二甲基亚砜)合钌(II)可以由三溴化钌水合物和二甲基亚砜在室温下反应得到，反式异构体在溶剂中的溶解度较小，由动力学因素主导。在DMSO中加热反式产物，可以得到热力学主导的顺式产物。二溴配合物要比二氯配合物更容易生成。它们的顺式产物都是三个DMSO分子以S配位，一个DMSO分子以O配位；反式产物中的所有DMSO分子都以S配位。